# Villejuif – Gustave Roussy (stanice metra v Paříži)
Villejuif – Gustave Roussy je stanice pařížského metra na lince 14. V budoucnu se bude jednat o přestupní stanici na linku 15. Místo stanice se nachází jižně od Paříže ve městě Villejuif na ulici Rue Édouard-Vaillant. Stanice bude umístěná v hloubce 51 m, čímž se stane nejhlubší stanicí metra ve Francii.

## Výstavba
Hlavním architektem stanice měl být Dominique Perrault. Vestibul se nachází na povrchu, zatímco nástupiště jsou umístěna v podzemí. Vyhláška o zprovoznění tohoto úseku linky 15 byla zveřejněna 24. prosince 2014. V roce 2015 byla pro potřeby stanice zakoupena parcela o velikosti 7 500 m2. Otevření stanice na lince 14 proběhlo 18. ledna 2025, do té doby vlaky stanicí pouze projížděly.

## Název
Název stanice je odvozen od jména města a výzkumného centra boje proti rakovině.